# 陳午 (東晉)
陈午（3世纪—319年5月13日），西晋時期乞活军中的首领。
西晋永嘉年间，东嬴公司马腾镇守河北鄴城，当时并州由于战乱，各地饥荒，司马腾带着并州将领田甄、甄弟田兰、任祉、祁济、李恽、薄盛等部众万余人去冀州就食，号称乞活（军）。永嘉二年（308年），乞活军内乱，田兰被杀，田甄、任祉、祁济率部下逃到上党。李恽、薄盛、陈午等人则归顺东海王司马越。
永嘉三年（309年），司马越请旨讨伐羯族石勒，留何伦、李恽、陈午等乞活军守卫京都。当时饥荒四起，何伦、陈午等乘机抄掠皇宫官寺，逼辱晋怀帝姐妹广平和武安公主，杀害贤士裴嵩、裴该兄弟，陈午见司马越失势后，转投苟晞麾下。李恽、陈午等在怀城与石勒大战，皆见破散。
晋怀帝密诏苟晞讨伐司马越，苟晞派前锋征虏将军王赞率陈午等将兵前往项城，永嘉五年（311年），司马越病死于项城。
匈奴刘曜、王弥攻陷洛阳，石勒进军谷阳，破王赞于阳夏，俘虏王赞。又与陈午在蓬关、肥泽继续大战，陈午不敌投降，被安置在浚仪，冉闵之父冉瞻时年十二，被石虎收为养子。陈午后又叛出石勒，归于晋朝。当时中原残破，各地皆结堡自守，多者不过四五千家，少者千家五百家。陈午据守浚仪，部众有五千余人，士兵皆劲悍善战。太兴二年（319年）夏四月戊寅，振武将军、陈留内史陈午卒。临死前告诫众人不要投降胡人。陈午死后，其子陈赤特年纪尚幼，大帅冯龙、李头等共推陈午从父陈川辅佐赤特，陈川遂自号宁朔将军、陈留内史。后陈川掳掠豫州诸郡，被祖逖击败，投降了石勒。